# Hamdi Salihi
Hamdi Salihi (Shkodër, Condado de Shkodër, Albania, 19 de enero de 1984) es un futbolista de Albania. Juega de delantero y su equipo actual es el Wiener Neustadt de la Erste Liga austriaca.

## Clubes
| Club               | País           | Temporadas |
| ------------------ | -------------- | ---------- |
| KS Vllaznia        | Albania        | 2002-2004  |
| Panionios NFC      | Grecia         | 2004-2005  |
| KF Tirana          | Albania        | 2005-2007  |
| SV Ried            | Austria        | 2007-2009  |
| Rapid Viena        | Austria        | 2009-2012  |
| D.C. United        | Estados Unidos | 2012       |
| Jiangsu Sainty     | China          | 2013-2014  |
| Hapoel Acre        | Israel         | 2014-2015  |
| Hapoel Haifa       | Israel         | 2015       |
| Skënderbeu Korçë   | Albania        | 2015-2017  |
| SC Wiener Neustadt | Austria        | 2017-2019  |

## Palmarés

### Club
| Título               | Club             | País    | Año     |
| -------------------- | ---------------- | ------- | ------- |
| Copa de Albania      | KF Tirana        | Albania | 2005/06 |
| Supercopa de Albania | KF Tirana        | Albania | 2005/06 |
| Superliga de Albania | KF Tirana        | Albania | 2006/07 |
| Supercopa de Albania | KF Tirana        | Albania | 2006/07 |
| Supercopa de China   | Jiangsu Sainty   | China   | 2012/13 |
| Superliga de Albania | Skënderbeu Korçë | Albania | 2015/16 |

### Individuales
- Bota de oro de Albania: 2005/06, 2015/16
- Jugador albanés del año: 2016